# Antoniewo (województwo pomorskie)
Antoniewo (dodatkowa nazwa w j. kaszub. Antóniewò, niem. Antonin) – wieś kaszubska w Polsce położona w województwie pomorskim, w powiecie chojnickim, w gminie Brusy na wschodnim skraju Zaborskiego Parku Krajobrazowego. Wieś wchodzi w skład sołectwa Małe Chełmy.
Okupację niemiecką Antoniewa zakończyło 4 marca 1945 roku zajęcie miejscowości przez wojska 70 Armii 2 Frontu Białoruskiego Armii Czerwonej.
W latach 1975–1998 miejscowość administracyjnie należała do województwa bydgoskiego.
| SIMC    | Nazwa                    | Rodzaj    |
| ------- | ------------------------ | --------- |
| 0080045 | Maśka                    | część wsi |
| 0080051 | Wybudowanie Antoniewskie | część wsi |